# 茂木千明
茂木 千明（もき ちあき、1988年8月3日 - ）は日本の実業家、芸能事務所代表、音楽プロデューサー、イベントプロデューサー、ラジオパーソナリティ、ラジオDJ。「いじめ反対運動ピンクシャツデイ」千葉理事、キッチンカー運営、ライブハウス運営を行う。株式会社C-PROエンターテイメント代表取締役社長。千葉県木更津市出身、中央学院大学法学部法学科行政コース卒業、二児の父。MC名は「DJ CHIAKI」。血液型はO型。

## 概要
「木更津から世界へ！」を合言葉にC-PROエンターテイメントを大学時代に設立。現在、芸能プロダクションの経営、移動販売事業、ライブハウス事業を行う。

## 経歴
千葉県木更津市生まれ。父親は東京で会社経営をする社長。小学校4年で父が他界してから、母親は某百貨店の宝石店店長をしている。幼稚園の4才のときに木更津市の空手クラブに入る。父は根っからの巨人ファンで東京ドームの年間シートを使って野球観戦。その影響で野球クラブも掛け持ちしていた。
木更津幼稚園、我孫子市立我孫子第三小学校、我孫子市立我孫子中学校を卒業。高校では空手一本を選び、拓殖大学紅陵高等学校へ特待生として入学（入学金・授業料免除）。高校3年のとき愛媛県で開催された「全国高校選抜大会」で第3位を受賞。
2007年（平成19年）中央学院大学法学部法学科行政コースに入学。大学時代に30種類ほどアルバイトを経験。漠然と「木更津のスターになりたい」とサークル団体名「Sea-Style」を作りイベント活動に勤しむ。大学4年時にテレフォンアポイントの仕事に就き、フレッツひかりで関東1位の営業成績を収めた。同時に大学4年4月に個人事業主として「C-PROエンターテイメント」を設立。卒業直後に大学の友人と自家用車で日本1周した。
2011年（平成23年）木更津市内の広告代理店に入社。フリーペーパーの枠売り、新規飛び込み等の営業部署に配属。大学時代に培ったテレアポのテクニックを駆使して初年度から営業成績1位。退社する2014年3月まで1位の座を譲ることはなかった。
2012年（平成24年）木更津市内のラジオ局・かずさエフエムの新番組『モーニング834』（毎週日曜朝9時～12時）のメインパーソナリティに就任。大学時代からイベントMCをしていた茂木の姿を見ていた局長直々からのオファーだった。3時間生放送の地域情報番組で茂木は初代DJを任された。事前取材、台本作成、番組内に流す曲の選択など自ら行った。番組内では「ニュース」「天気」「交通情報」「音楽番組」「地元に関するお得なフリートーク」を扱う。同時に営業案件としてアクアラインマラソンの中継レポーター、異業種交流会イベント司会、結婚式司会、地域のお祭りMC、クラブ、ライブハウスのMCと場数をこなす。
2013年（平成25年）1月、NPO法人「木更津駅周辺地域活性化推進協議会」理事、「木更津アイドルプロジェクト2期生」プロデューサーに就任だった茂木千明が「地元からスター を生みだしたい」という思いで芸能プロダクション「C-PRO エンターテイメント」を立ち上げた。2012年末に木更津市のご当地アイドル「キサらぶガールズ」の解散を聞かされ、男気の茂木が「大人の都合で木更津の子供たちの夢を途切れるなんて身勝手だ！」と自らプロデューサーを買って出た。新グループ結成のオーディションを行い6人を選出。ヤンキーアイドル「C-Style」と生まれ変わり、同年4月29日、横浜BLITZ（収容1,700席）で初LIVEを行った。ヤンキーのコンセプトは地元木更津の英雄・気志團から来ている。
2015年（平成27年）9月、木更津市内のライブハウス「KAVACHi」が閉店。茂木自身が運営責任者となって、2017年7月に「OSSA」と名前を変えてライブハウス事業を引き継ぐ。
2017年（平成29年）4月、キッチンカー「房総族」を開店。C-Styleはライブ活動のほかにキッチンカーで宣伝をしながらクレープを販売している。ご当地アイドルでは日本で1番最初にキッチンPRカー始めた。キッカケは現メンバー八剱咲羅が高校卒業するので、アイドルだけだと収入が不安定だと考えたため。また練習時間を増やせたり、接客を通じ、C-Styleの説明ができたり人間力を養うことを狙いにした。
2019年（令和元年）現メンバー・潮干狩鯏が高校を卒業をしたことをキッカケにメンバー2人を1人前にさせる受け皿として「株式会社C-PROエンターテイメント」に法人化。
2021年（令和3年）5月20日、富津市の医療機関向け消耗品購入に活用してもらうため富津市役所へ寄付。2度に渡るイベントで募金で集った。
2023年（令和5年）4月、メンバー2人を社員に受け入れる。社会保険、厚生年金をつけ、経理、業者間のやりとり、打ち合わせ同行をしながら人間力を図る。
2024年（令和6年）4月27日開催の「C-Style結成11周年記念公演」を機に「茂木千明／公式ホームページ」が開設。
現在のC-Styleメンバー2人は小学6年生と中学2年生から預かり、当初は誰からも相手にされない苦しい状況下で活動。地元木更津から全国で活躍をさせる人間とに育ててきた。

## 人物
- 2児の父。小学生の娘がいる。「C-Styleの２人のように、やりたいことを諦めず、やり続ける芯の太い人間に成長してくれたら嬉しい」とインタビュー記事で話している[5]。
- 涙もろい[5]。
- 趣味は日本全国食べ歩き。インタビューで新潟県で「海鮮に日本酒」、宮城県で「仙台のほや」、鹿児島県で「黒豚に芋焼酎」をあげている[8]。
- 嗜好はお酒好き。オススメは「而今(日本酒）」「アードベッグ（スコッチ・ウイスキー）」「クラフトビール」[8]。
- 休日は1人旅をする。「宇都宮の餃子店めぐり」「甲府市・甲府中央商店街」「沖縄のコザ」を勧める[8]。
- 特技は空手と野球。空手は空手道2段、得意技は上段回し蹴り。高校時代に「全国高校選抜大会」第3位の成績を収めた。野球は中学時代に「中学校野球千葉県大会」に出場。千葉ロッテマリーンズの唐川侑己投手と対戦した[8]。
- 自称「日本一木更津愛が強い男」を名乗る。取材では2位が気志團の綾小路翔、3位は中尾彬の名前をあげる[8]。
- 自己の成功を振り返り、若者への提言と聞かれて「気を利かせろ。若いときはプレイヤーだけでなくアフターケアーも必要。経営者に近づいて経営者の話を聞いて、人とのつながりを増やしてください」と答えている[9]。
- 拓殖大学紅陵高等学校の空手部恩師・森章から貰った金言を今でも体現している。「性根は、そう簡単に変わらない。だから考えで人格を形成しろ」「類は友をよぶ」「ABCの法則、当たり前のことバカにしないでちゃんとする」「第一印象は3秒で決まる、目つき、顔つき」など。C-Styleのことで行き詰っているときにも森から「叶えるっていう文字はな、口と十の文字でできている。千明、お前は、気志團万博に出たいって何回、口にしているんだ？ いいか1日10回は言え。夢は口にするんだ」と勇気づけられた[9]。

## その他
- 「C-PROエンターテイメント」を将来的に有名人が木更津からうまれる生産工場にしていきたいと言及。勉強だけではなく、何かを成し遂げる大切さを教える授業カリキュラムを提案していきたい。2児の父だからこそ気付く、子供がやりたいことを形にできる環境を作りたい、1つ世界に縛られず、いろいろなことが経験できる場を作りたいとインタビューで答えている[9]。
- 「C-PROエンターテイメント」という社名にした理由は、千葉の「C」から来ている。カリスマ集団になりたくて「C」、チャレンジ、チャンスの「C」、チャンプロード「C」と、いろいろ理由づけできる。アイドルを作るとき大学時に作ったサークル団体「Sea-Style」が「C-Style」に変形した。たまに冗談で千明の「C」から来ていると冗談で話すが、説明が長くなるのでと話している[9]。

## 作品

### 作詞
- C-Style
  - 『約束』[10]
  - 『We are here』[10]

### MV監督
- C-Style
  - 『餡掛肉御飯』[10]　【MV】https://www.youtube.com/QFUHqbANwJs
  - 『仏恥義理喝斗毘道～ぶっちぎりかっとびろーど』[10]　【MV】https://www.youtube.com/yIjKfJ6SdE8
  - 『レディース!!』[10]　【MV】https://www.youtube.com/zl6dol-a0vc

## 出演

### テレビ
- 『中居くん決めて!』（TBSテレビ）[10]
- 『あさチャン!』（TBSテレビ）[10]
- 『マツコデラックス』（フジテレビ） – 社長としてゲスト出演[10]
- 『musicる TV』（テレビ朝日）- プロデューサーとしてインタビュー[10]
- 『モヤモヤさまぁ～ず』（テレビ東京） – 木更津特集でキッチンカー経営についてインタビュー[10]
- 『OH!舞DA PUMP!!』（ひかりTV） –  プロデューサーとしてインタビュー[10]

### ラジオ
- 『C-Styleのぶっちぎりナイト』（775ライブリーFM） – メインパーソナリティー[10]
- 『モーニング834』（かずさエフエム） - 毎週日曜朝9時～12時　メインパーソナリティ―[10]
- 『それいけ！木更津自身』（かずさエフエム）[11]

### 雑誌
- 『EX MAX!』（ぶんか社） – 連載「ご当地アイドルの作り方」に紹介[10]

### 新聞
- 日本経済新聞 – 「ヤンキーを逆手に地域活性」[10]
- 朝日新聞 – 「千葉の災害直後のたきだし援助」[10]